# Circuit intégré 7431
Le circuit intégré 7431 fait partie de la série des circuits intégrés 7400 utilisant la technologie TTL.

Ce circuit est composé de six éléments de delai.